# Brothers (Jonah Blacksmith-album)
 For alternative betydninger, se Brothers (flertydig). (Se også artikler, som begynder med Brothers)
Brothers er det tredje studiealbum af det danske band, Jonah Blacksmith. Det udkom på selskabet Warner Music d. 23. oktober 2020.

## Spor
1. "Stories" - (03:53)
2. "Monster" - (03:42)
3. "Brothers" - (04:00)
4. "Dreams" - (04:08)
5. "Earthquake" - (04:09)
6. "Weapons" - (03:36)
7. "Honey" - (03:54)
8. "Saint Mary's Cathedral" - (03:38)
9. "You Don't Know Yet" - (03:52)
10. "Right Here" - (04:42)